# Eriococcus missourii
Eriococcus missourii är en insektsart som beskrevs av Jason Hollinger 1917. Eriococcus missourii ingår i släktet Eriococcus och familjen filtsköldlöss. Inga underarter finns listade i Catalogue of Life.